# わたしの青春ノート
わたしの青春ノートは、NHK教育テレビジョンで1983年4月から1988年3月19日まで放送されていた教育番組。

## 概要
高等学校特別活動向け学校放送番組。
毎回一人の著名人が、高校生に向けて自身の青春時代を語る番組。

## 放送時間
- 1983 - 1984年度 木曜日12:20-12:40「高等学校特別シリーズ」
- 1985 - 1987年度 土曜日12:00-12:30／月曜日17:30-18:00

## 放送リスト

### 「高等学校特別シリーズ」時代
| 初回放送日    | 人物     |
| ------------- | -------- |
| 1983年4月14日 | 武田鉄矢 |
| 1983年4月28日 | 鈴木健二 |

### 独立番組時代
| 1985年度       | 1985年度     | 1986年度       | 1986年度     | 1987年度       | 1987年度       |
| 初回放送日     | 人物         | 初回放送日     | 人物         | 初回放送日     | 人物           |
| -------------- | ------------ | -------------- | ------------ | -------------- | -------------- |
| 1985年4月8日   | 役所広司     | 1986年4月7日   | 黒沼ユリ子   | 1987年4月6日   | 大西鉄之祐     |
| 1985年4月20日  | 衣笠祥雄     | 1986年4月26日  | 栃折久美子   | 1987年4月25日  | 戸田奈津子     |
| 1985年5月4日   | 里中満智子   | 1986年5月10日  | 宮本輝       | 1987年5月9日   | さいとうたかを |
| 1985年5月18日  | やまもと寛斎 | 1986年5月24日  | 朝倉摂       | 1987年5月23日  | 名和秀雄       |
| 1985年6月1日   | 上原まり     | 1986年6月7日   | 若林忠宏     | 1987年6月6日   | 中内           |
| 1985年6月15日  | 水野晴郎     | 1986年6月21日  | 横尾忠則     | 1987年6月20日  | 高橋克彦       |
| 1985年6月29日  | 桂枝雀       | 1986年7月5日   | 稲盛和夫     | 1987年7月4日   | 長谷川恒男     |
| 1985年7月13日  | 大石芳野     |                |              |                |                |
| 1985年9月2日   | 岩城宏之     | 1986年9月1日   | 北村想       | 1987年8月31日  | 高野悦子       |
| 1985年9月14日  | 岩村昇       | 1986年9月20日  | 増井光子     | 1987年9月19日  | 水木しげる     |
| 1985年9月28日  | 内藤千秋     | 1986年10月4日  | 安藤忠雄     | 1987年10月3日  | 白簱史朗       |
| 1985年10月12日 | 永田萌       | 1986年10月18日 | 細野晴臣     | 1987年10月17日 | 由良拓也       |
| 1985年10月26日 | 山下惣一     | 1986年11月1日  | 岡村喬生     | 1987年10月31日 | 佐藤直子       |
| 1985年11月9日  | 安野光雅     | 1986年11月15日 | 髙樹のぶ子   | 1987年11月14日 | ジェームス三木 |
| 1985年11月25日 | 松尾雄治     | 1986年11月29日 | やなせたかし | 1987年11月28日 | 大山のぶ代     |
| 1985年12月7日  | 愛川欽也     | 1986年12月13日 | 本間一夫     | 1987年12月12日 | 西江雅之       |
| 1986年1月13日  | 岩合光昭     | 1987年1月12日  | 梅原猛       | 1988年1月11日  | 森祇晶         |
| 1986年1月25日  | 李礼仙       | 1987年1月31日  | 室伏重信     | 1988年1月30日  | 渥美雅子       |
| 1986年2月8日   | 山下洋輔     | 1987年2月14日  | 陳舜臣       | 1988年2月13日  | 井上尭之       |
| 1986年2月22日  | 北方謙三     | 1987年2月28日  | 牟田悌三     | 1988年2月27日  | 江副浩正       |
| 1986年3月8日   | 井上旭       | 1987年3月14日  | 溝口薫平     | 1988年3月12日  | 中野孝次       |